# Mehlbergen
Mehlbergen ist ein Ortsteil der Gemeinde Balge im Landkreis Nienburg/Weser in Niedersachsen.

## Geografie
Der Ort liegt auf der westlichen Weser-Seite. Nordöstlich von Mehlbergen liegt das 6,1 ha große Naturschutzgebiet Buchhorster Auwald.

## Kultur und Sehenswürdigkeiten
Siehe auch Liste der Baudenkmale in Balge
- In Mehlbergen wurde bei Ausgrabungen eine sogenannte Nienburger Tasse gefunden. Diese Keramikform der vorrömischen Eisenzeit wurde nach ihrem ersten Fundort bei Nienburg benannt.
- Bei Mehlbergen liegt der in Privatbesitz befindliche Bootshafen Marina Mehlbergen, der den Hafenbetrieb zur Weser bietet.[1] Dieser wurde 2024 bei einem Brand beschädigt.[2]

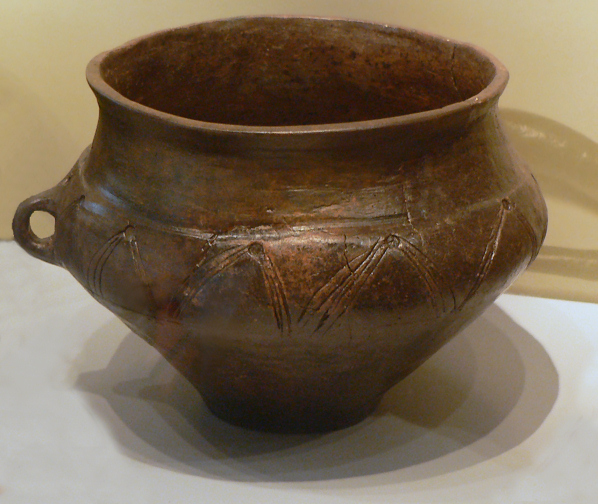
Nienburger Tasse aus Mehlbergen, ausgestellt im Museum Nienburg
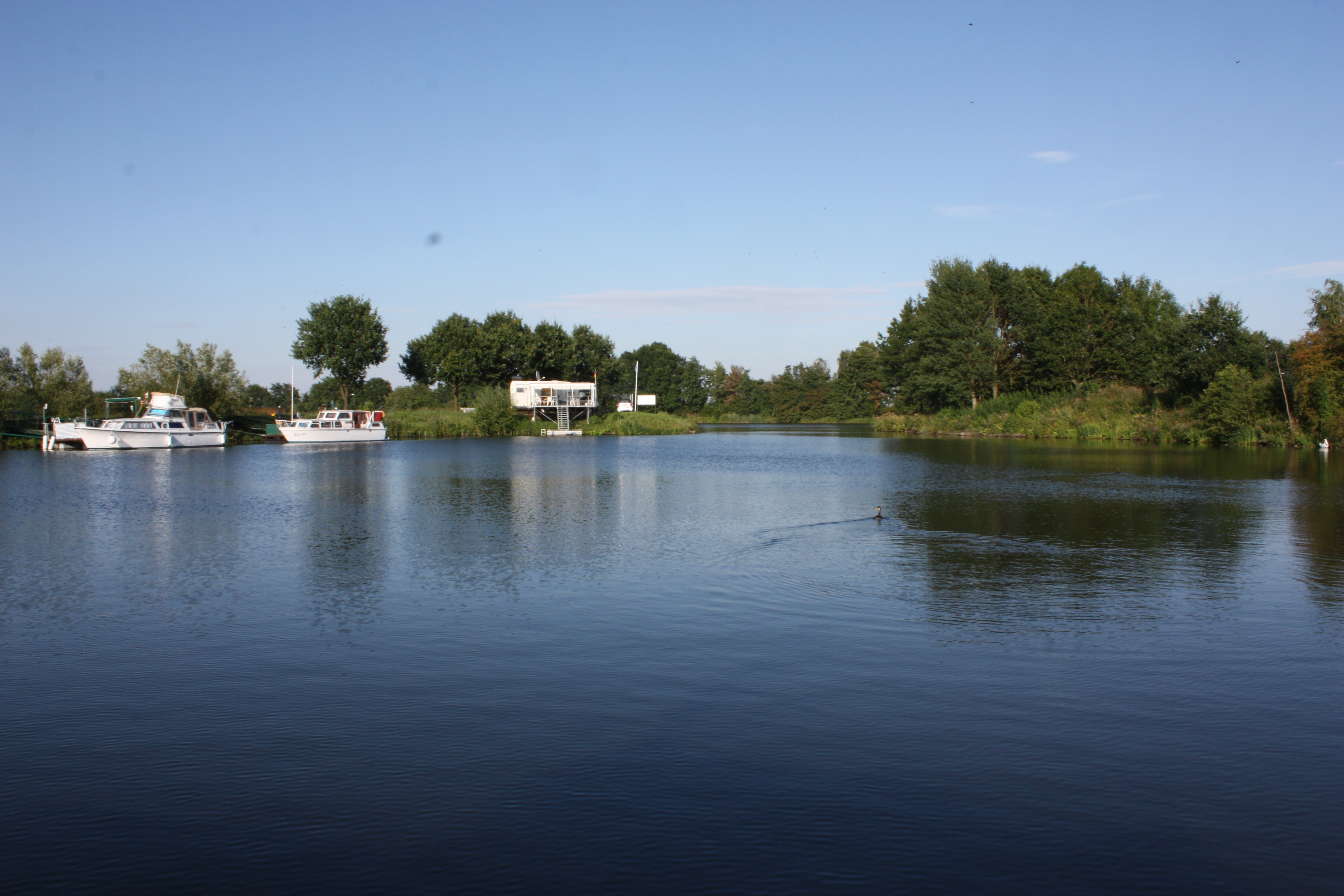
Zufahrt zum Bootshafen
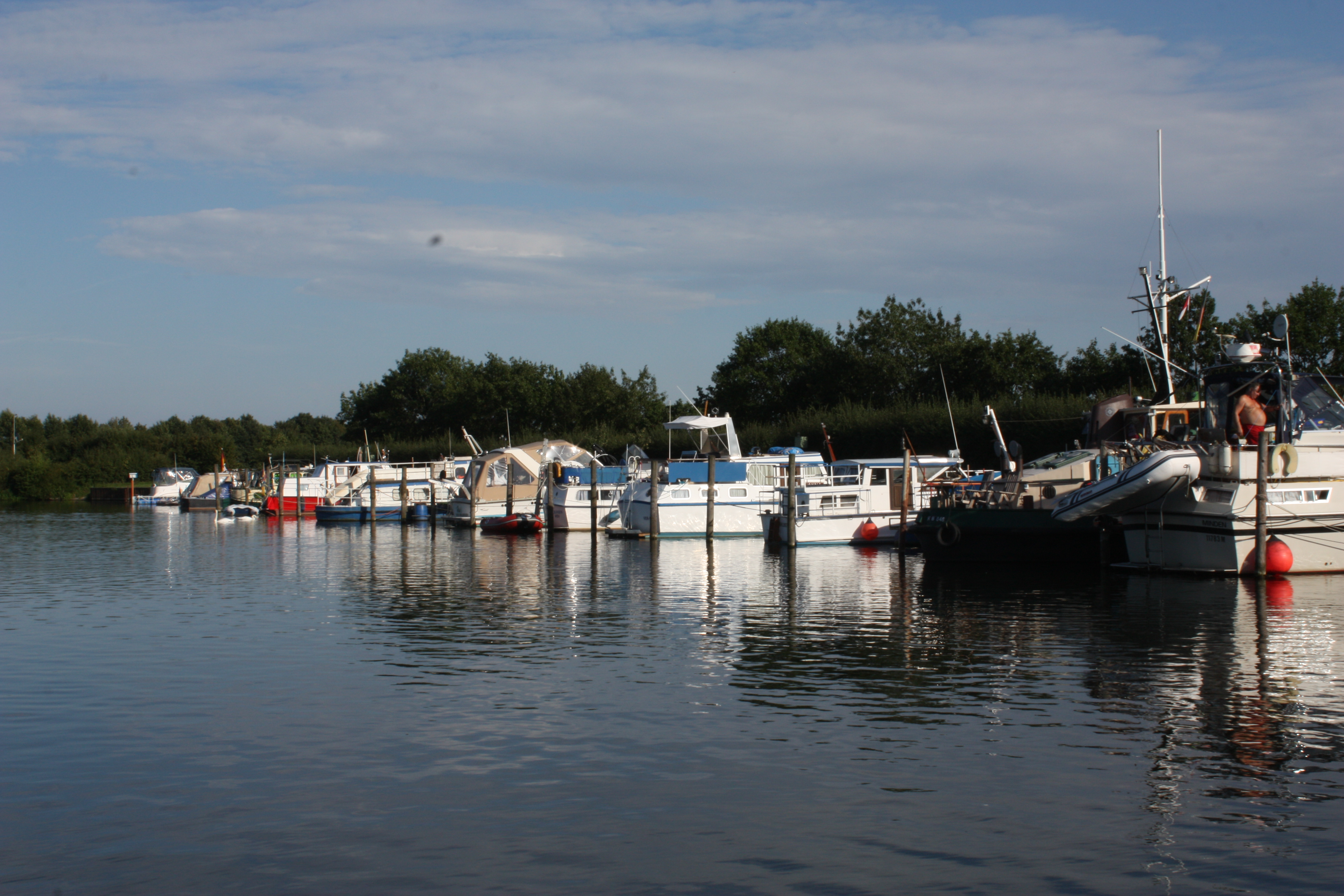
Im Bootshafen Marina Mehlbergen

- Backhaus Mehlberger Straße 39 und Speicher Mehlberger Straße 39, Fachwerkhäuser aus dem 19. bzw. 18. Jahrhundert
- Am Steinkamp 5a als Fachwerkhaus